# Оставленный багаж
«Оставленный багаж» (англ. Left Luggage) — художественный фильм-драма 1998 года режиссёра Йеруна Краббе. По роману Карлы Фридман «Лопата и ткацкий станок» (в русском переводе «Два чемодана воспоминаний»). Мировая премьера: 12 февраля 1998 года.

## Сюжет
Хая — девушка из еврейской семьи. У неё сложные отношения с родителями, которые прошли через нацистские концлагеря, приобретя в результате особые жизненные взгляды. Хая решает начать самостоятельную жизнь и нанимается на работу в качестве няни необычного мальчика по имени Симха. Необычность его заключается в том, что он не говорит с самого рождения, хотя и не является немым. Впоследствии Хая понимает, что Симха просто не хочет говорить по каким-то психологическим причинам. Пытаясь исправить ситуацию, она сама начинает ценить общение и лучше понимать близких ей людей.

## В ролях
| Актёр               | Роль               |
| ------------------- | ------------------ |
| Лора Фрейзер        | Хая                |
| Адам Монти          | Симха Кальман      |
| Изабелла Росселлини | миссис Кальман     |
| Йерун Краббе        | мистер Кальман     |
| Хаим Тополь         | мистер Апфельшнитт |
| Максимилиан Шелл    | отец Хаи           |
| Марианне Загебрехт  | мать Хаи           |
| Дэвид Брэдли        | консьерж           |
| Мириам Маргулис     | миссис Голдман     |

## Съёмочная группа
- Режиссёр: Йерун Краббе
- Продюсеры: Эдвин Де Фриз, Крейг Хэффнер, Дирк Импенс
- Сценаристы: Эдвин Де Фриз, Карл Фридман
- Композиторы: Кейт Эллисон, Хенни Вринтен, Эрик Сати
- Оператор: Вальтер ван ден Энде

## Награды, номинации
В 1998 г. на 48-м Берлинском кинофестивале картина была удостоена «Приза гильдии немецкого арт-хауза», «Специального приза фестиваля Blue Angel за лучший европейский фильм», «Особого упоминания», а также номинирована на «Золотого медведя».